# Colluricincla tenebrosa
El picanzo sombrío (Colluricincla tenebrosa) es una especie de ave paseriforme de la familia Pachycephalidae endémica de las montañas de Nueva Guinea.

## Taxonomía
El picanzo sombrío durante un tiempo fue denominado Colluricincla umbrina (Reichenow, 1915). Antes se denimonaba Pachycephala tenebrosa Rothschild, 1911, y cuando fue trasladado al género Colluricincla, lo hizo junto al picanzo de Palaos que se denomimaba Rectes tenebrosus Hartlaub & Finsch, 1868 y como este último nombre tenía prioridad fue el que se denominó Colluricincla tenebrosa. Cuando en 2013 el picanzo de Palaos fue cambiado del género Colluricincla a Pachycephala, el picanzo sombrío recobró su antiguo nombre, y pasó de C. umbrina a C. tenebrosa de nuevo.
Se reconocen dos subespecies:
- C. t. atra - (Rothschild, 1931): se encuentra en la vertiente norte de la Cordillera Central de Nueva Guinea;
- C. t. tenebrosa - (Rothschild, 1911): se encuentra en la vertiente sur de la Cordillera Central.